# Telocite

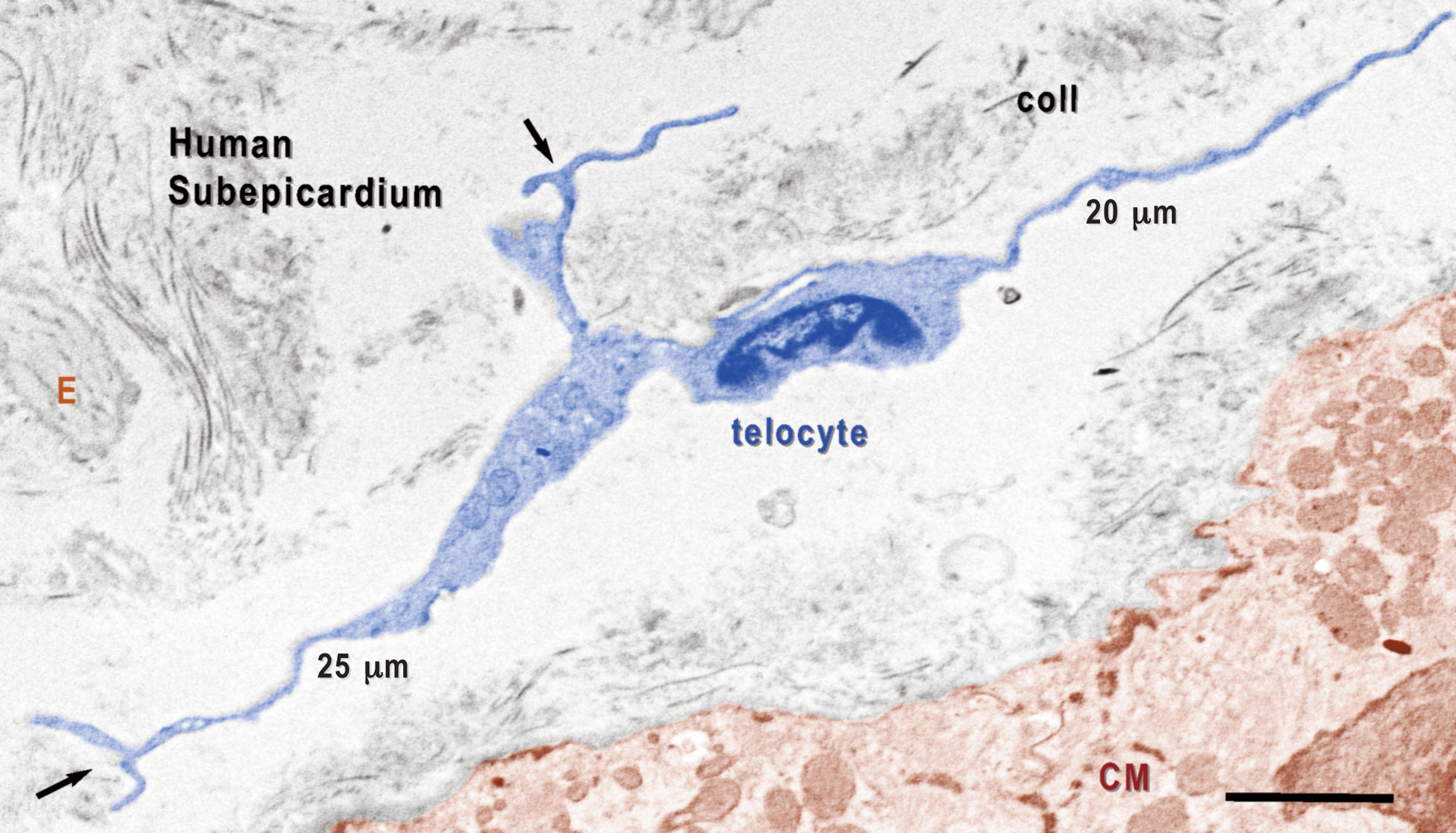
Imaginea digital colorată sub microscopul electronic de transmisie care prezintă telocite (albastru) în subepicardul uman, marginalizând cardiomiocitele periferice (evidențiate cu maro). Telocitele au trei telopode, ilustrând un: a) model distinctiv dihotomic de ramificare a lor (săgeți); b) telopodele sunt foarte subțiri la ieșirea lor din corpul celulei; c) podomerele și podoamele sunt situate alternativ. Unele porțiuni ale podomerelor au aceeași grosime ca și fibrile de colagen, ceea ce le face imposibil de a fi vizualizate în microscopie optică.

Telocitele (din greaca telo, telos (τέλος) = capăt, distanță + kytos (κύτος) = celulă) numite inițial celule Popescu sau celulele interstițiale de tip Cajal (în engleză interstitial Cajal-like cells - ICLC), sunt niște celule cu corp mic, dar cu prelungiri extrem de lungi (asemănătoare prelungirilor neuronilor) numite telopode, prezente în aproape toate organele corpului, în afară de creier. Corpul telocitelor poate fi văzut la microscopul obișnuit, dar telopodele subțiri nu pot fi văzute decât la un microscop electronic special. Conformația telopodelor este specifică, constând dintr-o alternanță de segmente fibrilare subțiri (podomere) și regiuni dilatate, în formă de cisterne (podoame). Podoamele găzduiesc mitocondriile, caveolele și elemente ale reticulului endoplasmatic, numite unități de acumularea / eliberarea a calciului. 
Telocitele coordonează alte tipuri de celule, prin intermediul telopodelor și direcționează celulele stem spre zona afectată. Telocitele și celulele stem formează un tandem specific (datorită joncțiunii intercelulare specifice) în cadrul unor nișe de celule stem, cel puțin în inimă și plămâni. Prin urmare, telocitele pot fi cheia în regenerarea și repararea unor organe. Tandemul telocite-celule stem ar putea fi o opțiune mai bună în regenerarea și repararea organelor afectate (inclusiv în regenerarea inimii după infarctul miocardic), comparativ cu utilizarea numai a celulelor stem.
Telocitele au fost descoperite în 2005 de academicianul profesor universitar Laurențiu Mircea Popescu, împreună cu echipa sa de cercetători  de la Institutul Național Victor Babeș.
Cercetătorii chinezi în 2012 au făcut primul transplant reușit pe animale de laborator cu telocite și au obținut rezultate uimitoare în tratarea infarctului miocardic. Studiile au arătat că cele mai bune rezultate în regenerarea organelor le au telocitele folosite împreună cu celulele stem. 
În Asia, SUA și în mai multe țări din Europa, se afla în desfășurare mai multe cercetări pentru descoperirea regiunilor din corp unde se găsesc telocitele și pentru identificarea rolurilor acestora în organism. Până astăzi, existenta telocitelor a fost confirmată în cel puțin 68 de centre din Europa, în peste 20 de centre din SUA și în 10 centre din China. 